# Kuusnõmme
Kuusnõmme (Duits: Kusnöm) is een plaats in de Estlandse gemeente Saaremaa, provincie Saaremaa. De plaats heeft de status van dorp (Estisch: küla) en telt 10 inwoners (2021).
Tot in december 2014 behoorde Kuusnõmme tot de gemeente Lümanda, tot in oktober 2017 tot de gemeente Lääne-Saare en sindsdien tot de fusiegemeente Saaremaa.
De plaats ligt aan de westkust van het eiland Saaremaa. Bij Kuusnõmme hoort het schiereiland Kuusnõmme poolsaar. Ten zuidwesten van het schiereiland ligt de Baai van Kuusnõmme (Estisch: Kuusnõmme laht), ten noordoosten ervan de Baai van Kiirassaare (Kiirassaare laht). Op het schiereiland ligt het meer Suursilm, 22 ha groot. Het grootste deel van de plaats ligt in het Nationale park Vilsandi.

## Geschiedenis
Kuusnõmme werd voor het eerst genoemd in 1568 onder de naam Kuhszenem, een landgoed. Het was in het bezit van de familie von Toll. De laatste eigenaar voor het landgoed in 1919 door het onafhankelijk geworden Estland werd onteigend was Emanuel von Lingen.
Het landhuis van het landgoed ging in 1984 bij een brand verloren. Het had tussen 1922 en 1941 gediend als biologische waarnemingspost van de Universiteit van Tartu en later als kantoor van de boswachterij Kuusnõmme.